# Francesca Vidotto
Francesca Vidotto (22 de noviembre de 1980, Treviso, Italia) es una física teórica italiana.

## Biografía
Obtuvo sus título de grado y máster en la Universidad de Padua y el doctorado como doble titulación en la Universidad de Pavía y en la Universidad de Aix-Marsella . Posteriormente fue investigadora postdoctoral en las universidades de Grenoble, Nijmegen y Bilbao. Recibió una beca Rubicon (2012) y Veni (2014) de la Organización Holandesa para la Investigación Científica .
Desde 2019 es profesora de Física y Astronomía y Filosofía en la Universidad de Ontario Occidental, donde ocupa una Cátedra de Investigación de Canadá en Fundamentos de la Física . También es miembro principal del Instituto de Filosofía Rotman de la misma universidad.
Su investigación explora los aspectos cuánticos del campo gravitacional, en el marco de gravedad cuántica de bucles . Su trabajo abarca temas que van desde las aplicaciones cosmológicas y astrofísicas de la gravedad cuántica hasta las reflexiones sobre la naturaleza del espacio-tiempo y los fundamentos de la mecánica cuántica . Es conocida por dos líneas de investigación: la cosmología de spin foam y estrellas de Planck, con especial énfasis en los agujeros blancos y los remanentes de agujeros negros .
Vidotto ha participado activamente en la promoción de la igualdad de género en el mundo académico, interesándose en la filosofía feminista de la ciencia. Vidotto ganó el primer premio (compartido con Amanda Gefter) en el concurso FQXi 2023 "¿Cómo podría la ciencia ser diferente?" por su ensayo "¿Cómo podría ser diferente la ciencia? ¡Pregúntale a una feminista!".

## Publicaciones

### Libros científicos
- Covariant Loop Quantum Gravity: An elementary introduction (con Carlo Rovelli ), Cambridge University Press, 2015.[6]

### Principales artículos científicos
- Primordial Fluctuations from Quantum Gravity (con Francesco Gozzini), 2019.[7]
- Quantum insights on Primordial Black Holes as Dark Matter, 2018.[8]
- Planck stars (con Carlo Rovelli), 2014.[9]
- Maximal acceleration in covariant loop gravity and singularity resolution (con Carlo Rovelli), 2013.[10]
- Towards spinfoam cosmology (con Eugenio Bianchi y Carlo Rovelli ), 2010.[11]